# Rue Félix-Faure (Paris)
Pour l’article homonyme, voir rue Félix-Faure.
La rue Félix-Faure est une rue du 15e arrondissement de Paris.

## Origine du nom

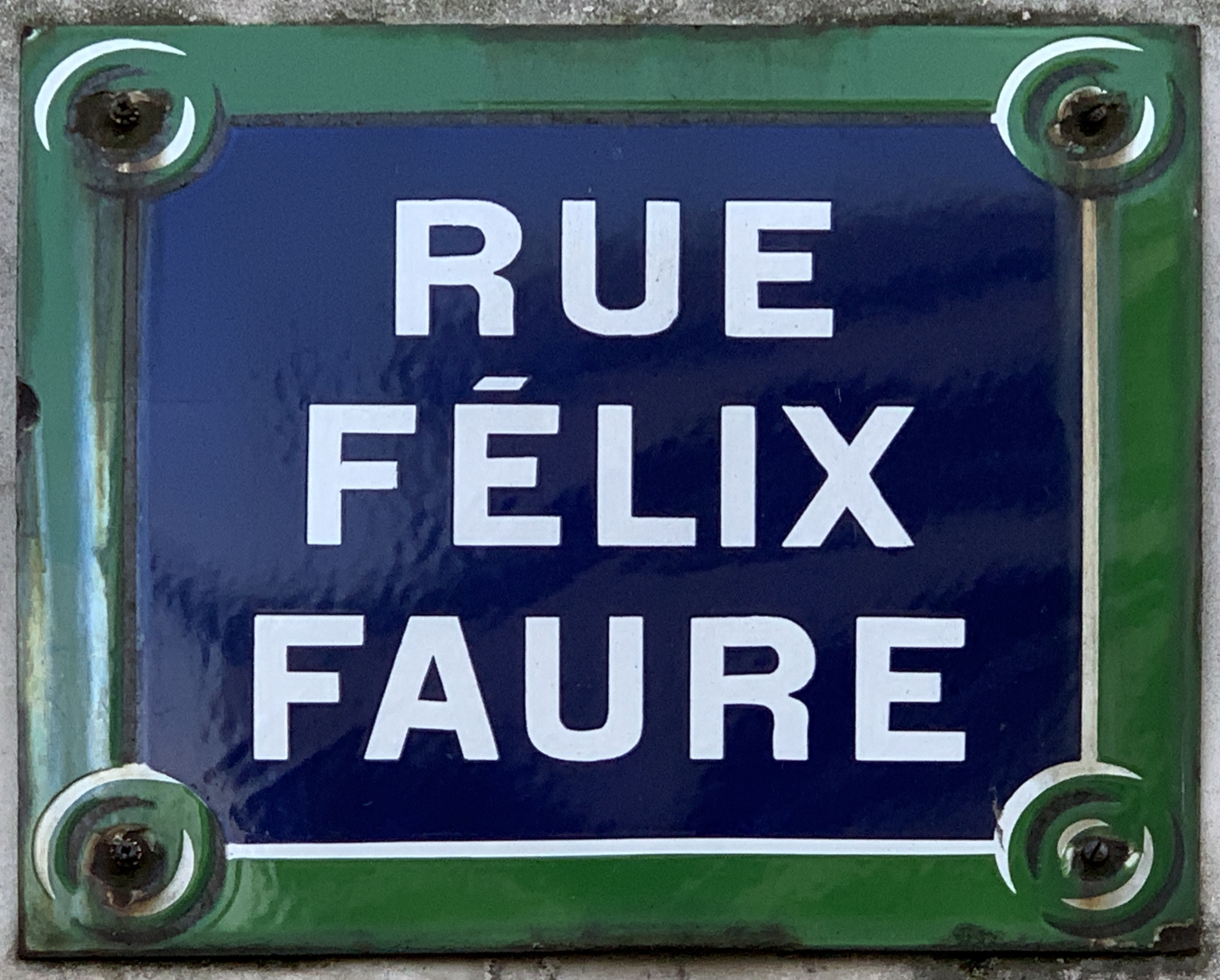
Plaque de la rue.

Elle porte le nom de Félix Faure (1841-1899), président de la République française de 1895 à 1899.

## Historique
La rue est créée et prend sa dénomination actuelle en 1912.